# Міро в долині
«Міро в долині» («Ձորի Միրոն») — радянський двосерійний телефільм 1979 року, знятий режисером Жирайром Аветісяном на Єреванському телебаченні.

## Сюжет
Герой фільму втрачає родину під час геноциду вірмен 1915 року в Османській імперії, потім разом із ополченцями бореться з турецькими аскерами. Стомлений від життя і зневірений у всьому, Міро знаходить притулок у Східній (Радянській) Вірменії. Любов до такої, як і він, біженки повертає його до життя і пробуджує в них обох бажання створити сім'ю і почати нове життя.

## У ролях
- Сос Саркісян — Дзорі Міро
- Овак Галоян — Арут-пап
- Гегам Арутюнян — Вардан
- Отар Тер-Ованесян — дядько Манук
- Р. Абрамян — Глаг
- Володимир Саруханян — Осман-ага
- А. Аветісян — Хевік
- Ашот Нерсесян — Георг Чауш
- Майрануш Григорян — Наре
- Р. Тополян — Цамтелік
- Гоаріна Хачікян — Хандут
- Размік Ароян — епізод

## Знімальна група
- Режисер — Жирайр Аветісян
- Сценарист — Мушег Галшоян
- Оператори — Степан Мартиросян, Лаерт Погосян
- Композитор — Едуард Багдасарян
- Художник — А. Саркісян